# Любчик Василь Олексійович
Василь Олексійович Лю́бчик (нар. 10 лютого 1913, Гарячеводський — пом. 2 лютого 1987, Львів) — український художник і педагог; член Спілки радянських художників України з 1946 року.

## Біографія
Народився 28 січня [10 лютого] 1913 року в станиці Гарячеводській (нині смт Гарячеводський у Ставропольському краї Росії). 1932 року закінчив Краснодарський художній технікум, у 1941 році — Київський художній інститут, де навчався у Павла Волокидіна, Федора Кричевського, Сергія Григор'єва, Костянтина Єлеви.
Брав участь у німецько-радянській війні, служив у саперних підрозділах. Нагороджений орденом Червоної Зірки (27 лютого 1943), орденами Вітчизняної війни I (7 вересня 1944) та II (29 червня 1944; 6 квітня 1985) ступенів, медаллю «За перемогу над Німеччиною» (14 серпня 1945).
Упродовж 1946—1987 років викладав на кафедрі живопису у Львівському інституті прикладного та декоративного мистецтва: доцент з 1954 року, професор. Член ВКП(б) з 1949 року. Серед учнів: Бокшай Йосип Йосипович, Борисенко Валентин Назарович, Бриж Теодозія Марківна, Гришин Сергій Іванович, Довбошинський Данило Данилович, Зийнич Марія Юріївна, Кипріян Мирон Володимирович, Коваленко Семен Дмитрович, Крвавич Дмитро Петрович, Курилич Михайло Васильович, Лисик Євген Микитович, Мисько Еммануїл Петрович, Мороз Григорій Федорович, Онищенко Сергій Степанович, Островський Володимир Олексійович, Скобало Іван Михайлович, Усов Валентин Миколайович, Фащенко Єлизавета Семенівна.
Жив у Львові в будинку на площі Міцкевича, № 9, квартира № 2 а. Помер у Львові 2 лютого 1987 року.

## Роль у знищенні мистецької спадщини
В травні 1950 року був призначений заступником директора Державного музею українського мистецтва. Виконував завдання із виявлення «націоналістичних» та «формалістичних» творів мистецтва та подальшим їх знищенням. В 1952 році за наказом радянських чиновників від ідеології та культури, під керівництвом Василя Любчика було знищено архів Експедиції заготовок державних паперів разом із творами Михайла Бойчука, Георгія Нарбута, Петра Холодного, Олекси Грищенка та старовинною графікою.
|                 | Можливо, у Львівському музеї українського мистецтва варто створити "стіну ганьби" з фотографіями В. Любчика і його "соратників” та з повним списком усіх знищених ними і понівечених робіт, щоб нащадки знали, хто були герострати-любчики другої половини XX ст. |
| — Василь Єдинак | |

У червні 1957 року Василя Любчика було заарештовано. Під час обшуку в нього виявили художні твори та рідкісні друковані видання, загалом 195 найменувань. На суді Любчик визнав свою вину в тому, що через недбалість не повернув ці речі до музею. Військовий трибунал засудив його на 10 років виправних таборів із позбавленням прав і конфіскацією майна відповідно до статті 54 Кримінального кодексу УРСР. Проте цей судовий процес мав ознаки фарсу, оскільки Любчик не відбув жодного дня покарання і продовжив працювати в Інституті прикладного та декоративного мистецтва.

## Творчість
Працював у галузях станкового живопису та станкової графіки. У стилі соцреалізму створював жанрові картини, портрети, натюрморти, пейзажі. Серед робіт:
серії малюнків
- «Дорогами війни» (1946—1947);
- за творами Олександра Пушкіна (1952);
- «Мої друзі, колеги, товариші і незнайомі» (1960–1980-ті);

живопис
- «Сергій Кіров на Моздоцькому з'їзді в 1918 році» (1947);
- «Ми знову на Шипці» (1947);
- «Розвідник Микола Кузнецов. Ліквідація гауляйтера Бауера» (1948);
- «Фінал Сталінградської битви (Капітуляція Паулюса)» (1951);
- «Суд над Іваном Франком 1878 року у Львові» (1953);
- «У приймальні виконкому» (1955);
- «Ліда» (1956);
- «Атака полковника Нечая» (1958);
- «Ніна» (1959);
- «Осінній етюд» (1959);
- «Морський пейзаж» (1959);
- «Художник Іван Труш» (1960-ті);
- «Іван Франко. І підеш у мандрівку століть…» (1960);
- «На Львівщині» (1967);
- «Седнів» (1972);
- серія «Натюрморти» (1960–1970-ті).

Брав участь у обласних, республіканських, всесоюзних та закордонний мистецьких виставках з 1945 року. Персональні виставки відбулися у П'ятигорську у 1967 році, Токіо у 1979—1980 роках, Львові у 1981 році.
Окремі роботи художника зберігаються у П'ятигорському краєзнавчому музеї, Національному художньому музеї України у Києві, Національному музеї у Львові, Національній художній галереї у Софії, Одеському, Харківському художніх музеях.

## У мистецтві
- У 1945 році вугільний портрет Василя Любчика виконав художник Іван Кириченко[6].
- Ігор Калинець присвятив йому вірш під назвою «Василій Любчик»[7][8].